# Укермарк
53°07′00″ пн. ш. 13°30′00″ сх. д. / 53.1167° пн. ш. 13.5° сх. д.
Укермарк (марка Укер; пол. Marchia Wkrzańska; фр. Marche de l'Ucker, L’Uckermark; лат. vker Marckh, terra ukera, provincia Vcra, ukerlant; нім. Ukermark) — територія, яка в документах спочатку згадувалася як Terra ukera (земля укра) і тільки з XV століття її стали називати Ukermark — Марка Укер. Це історичний регіон, тепер земля Бранденбург в Німеччині, а раніше ця марка знаходилася на північний захід від м. Щецина, в минулому відокремлена від основної частини Бранденбургу Курмархії (пол. Kurmarchia, нім. Kurmark). Назва вказаного регіону походить від слов'янської назви головної річки цієї області — Укра (пол. Wkry, нім. Ucker) теренів племені украни.
У XIII-XV століттях регіон кілька разів змінював господарів між Померанським герцогством та Бранденбурзькиммаркграфством. Остаточно відокремилася від Померанії після Вкранської війни 1425–1427 рр. З 1701 в межах Пруссії, з 1871 Німеччини. Назва нинішнього району Укермарк зі столицею в Пренцлау відноситься до Марки Вкра.
Головні міста: Пренцлав (пол. Przęcław), столиця укранів; Шведт на р. Одрі (н.-луж. Schwedt nad Wódru, Swjecje, пол. Świecie, нім. Schwedt/Oder); Ангермюнде (пол. Węgryujście, Dobrzyniec, нім. Angermünde).
У 1465 році у звіті «Codex Diplomaticus Brandenburgensis» згадане вперше як «vker Marckh» (Марка Укер).

## Історія

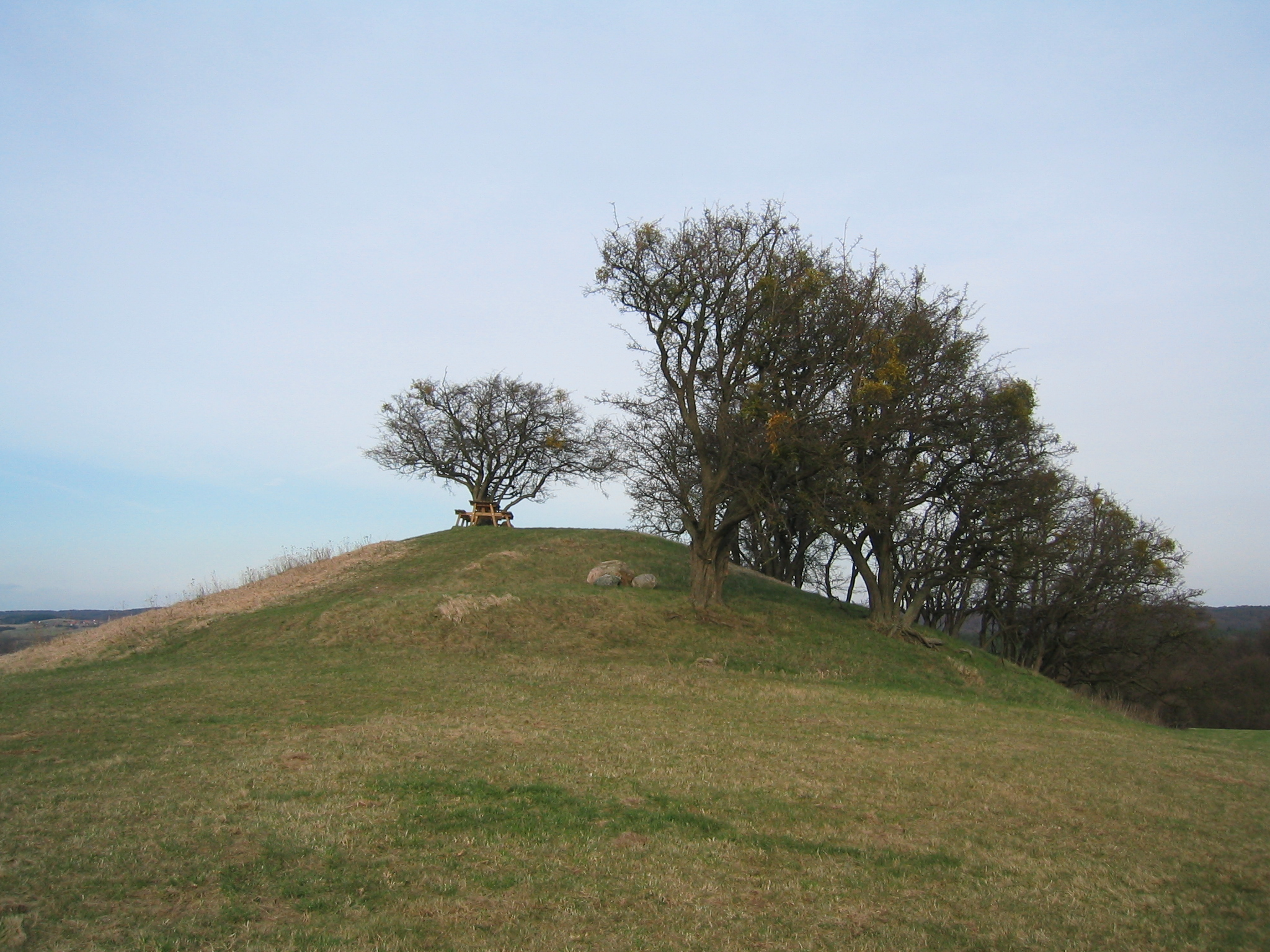
Мегалітова гробниця Пехберга бронзової доби поряд з Воссбергом

### Рання історія
У льодовиковий період льодовики сформували ландшафт регіону. Зміна клімату залишила горбисту місцевість з кількома озерами, утвореними таненням льоду, і люди почали заселяти територію. Виникли мегалітичні культури, а потім германські культури.

### Украни, полабське плем'я
З VI–XII століть полабські слов'яни, що мігрували зі Східної Європи, рушили на захід до пізнішого Укермарка. Слов'яни, що заселили terra U(c)kera (Uckerland, пізніше Uckermark), стали називатися укранами (Ukranen, Ukrer, Ukri, Vukraner). Територія їхнього поселення була зосереджена навколо озер Оберукерзее та Унтерукерзее біля джерела річки Укер.